# Adolf Dechert
Adolf Dechert (* 3. Februar 1875 in Neuruppin; † 8. Dezember 1958) war ein deutscher Politiker.

## Leben
Dechert war evangelisch. Nach dem Besuch eines Realgymnasiums in Berlin studierte Dechert an den höheren Technischen Lehranstalten Mittweida und Neustadt und schloss als Ingenieur ab. Ab 1910 war Dechert Stadtverordneter in Oranienburg, später wurde er in Oranienburg unbesoldeter Stadtrat. Er war Mitglied der DDP. Bis 1933 gehörte er dem Kreisausschuss Niederbarnim an.
Adolf Dechert wurde als erklärter Gegner des Nazi-Regimes nach dem Ende des Zweiten Weltkrieges im Mai 1945 kurzzeitig zum ersten Bürgermeister der Stadt Oranienburg ernannt. Er gehörte zu den Gründungsmitgliedern der CDU in Oranienburg. Im Oktober 1946 wurde Dechert zum Abgeordneten des brandenburgischen Landtages und im Juni 1948 zum Bürgermeister in Oranienburg gewählt. Am 28. Februar 1949 wurde er von der sowjetischen Besatzungsmacht kurzzeitig verhaftet und seines Bürgermeisteramtes enthoben. Er wurde im Februar 1950 gezwungen, alle öffentlichen Ämter niederzulegen. Seine öffentlich geäußerte Erwartung, die sowjetische Militäradministration würde das Internierungslager Sachsenhausen auflösen, hatte in Oranienburg zu Schmähplakaten wie „Der Kriegshetzer und Sowjetfeind Dechert“, zur körperlichen Bedrohung und kurzzeitiger Verhaftung geführt.
Nach dem Zusammenbruch der DDR wurde in Oranienburg eine Straße nach Dechert benannt.